# Jakob von Weizsäcker
Jakob Freiherr von Weizsäcker, né le 4 mars 1970 à Heidelberg, est un économiste et homme politique allemand, membre du Parti social-démocrate (SPD) depuis 1994. Depuis 2022, il occupe les fonctions de ministre des Finances et des Sciences du Land de Sarre, au sein du cabinet dirigé par Anke Rehlinger.
De 2019 à 2022, il est économiste en chef du Ministère fédéral des Finances. De 2014 à 2019, il siège au Parlement européen comme député.

## Formation
Jakob von Weizsäcker obtient le baccalauréat international de l’Atlantic College au Pays de Galles en 1989. Il poursuit ensuite des études en mathématiques, physique et informatique à l’Université de Bonn entre 1989 et 1991. Il effectue son service civil en Pologne, au sein de l’organisation Action Réconciliation Service pour la Paix (1991–1992).
De 1992 à 1994, il étudie la physique à l’École normale supérieure de Lyon, avant d’intégrer l’ENS Paris pour y suivre un Diplôme d’études approfondies (DEA) en économie (1994–1996). Il travaille ensuite comme assistant de recherche auprès de Jean-Charles Hourcade à Paris, puis de Hans-Werner Sinn au Centre d'études économiques (CES) de Munich. Après une brève incursion dans le secteur du capital-risque, il est chercheur invité au Massachusetts Institute of Technology (MIT) en 2001.

## Carrière

### Début de carrière
De 2001 à 2002, il est conseiller de Siegmar Mosdorf au ministère fédéral de l’Économie, puis économiste à la Banque mondiale, à Washington et au Tadjikistan (Douchanbé). Entre 2005 et 2010, il est membre du groupe de réflexion économique Bruegel, basé à Bruxelles.
Il dirige ensuite, de 2010 à 2014, le département de la politique économique au ministère de l'Économie du Land de Thuringe. Durant cette période, il enseigne également à la Willy Brandt School of Public Policy de l’Université d'Erfurt.

### Carrière au sein du parlement européen (2014-2019)
Élu au Parlement européen lors des élections de 2014, il siège à la commission des affaires économiques et monétaires. Les dossiers législatifs de Weizsäcker portent sur la réforme structurelle du secteur bancaire et les règles relatives aux chambres de compensation (CCP) trop grandes pour faire faillite. En 2016, le Parlement vote en faveur de son rapport non contraignant sur la réglementation des monnaies virtuelles telles que le bitcoin et la blockchain. 

### Carrière gouvernementale
En janvier 2019, Weizsäcker démissionne du Parlement européen à la suite de sa nomination au poste d’économiste en chef au ministère fédéral des Finances en Allemagne. En 2022, il dirige brièvement le secrétariat du groupe de travail conjoint Finances-Santé du G20 sur la préparation aux pandémies. Le 25 avril 2022, Weizsäcker devient ministre des Finances dans le gouvernement de la ministre-présidente de la Sarre, Anke Rehlinger. En tant que représentant de son Land au Bundesrat, il siège depuis à la commission des Finances ainsi qu'à la commission des Affaires culturelles.

## Vie privée et famille
Issu de la famille Weizsäcker, Jakob von Weizsäcker est le fils du scientifique et homme politique Ernst Ulrich von Weizsäcker et de la biologiste Christine von Weizsäcker. Il est le petit-fils du physicien et philosophe Carl Friedrich von Weizsäcker et le petit-neveu de l’ancien président fédéral Richard von Weizsäcker. Il est marié à Eva Corino et père de quatre enfants